# 신의 손 (2004년 영화)
《신의 손》(영어: Something the Lord Made)는 2004년에 개봉된 미국의 전기 드라마 텔레비전 영화이다.

## 출연
- 앨런 리크먼 - 앨프리드 블레일록 의사 역
- 모스 데프 - 비비언 토머스 역
- 키라 세지윅 - 메리 블레일록 역
- 개브리엘 유니언 - 클래라 토머스 역
- 메릿 위버 - 색슨 부인 역
- 클레이턴 러버프 - 해럴드 토머스 역
- 찰스 S. 더턴 - 윌리엄 토머스 역
- 메리 스튜어트 매스터슨 - 헬렌 타우시그 의사 역
- 루레이 쿠퍼 - 찰스 맨러브 역
- 헨리 에드먼즈 - 메리 토머스 역
- 데이비드 베일리 - 존 커닝햄 장군 역
- 로버트 F. 추 - 병원 관리인 역

## 우리말 녹음
KBS 성우진 (2010년 9월 11일)
- 곽윤상 - 비비언 토머스(모스 데프)
- 박상일 - 앨프리드 블레일록 의사(앨런 리크먼)
- 배정미 - 헬렌 타우시그 의사(메리 스튜어트 매스터슨)
- 최하나 - 클래라 토마스(개브리엘 유니언)
- 김정애 - 메리 블레일록(키라 세지윅)
- 오세홍 - 해럴드 토머스(클레이턴 러버프)
- 김정호 - 월터(존 레슬리 울프)
- 온영삼 - 윌리엄 토머스(찰스 S. 더턴)
- 유지영 - 메리 토머스(헨리 에드먼즈)
- 문관일 - 장군(데이비드 베일리) / 병원 관리인(로버트 F. 추)
- 유호한 - 하멜 의사(데이브 트로바토) / 신부(마티 로지)
- 김대중 - 색슨(더그 올리어)
- 이지환 - 롱마이어 의사(볼턴 마시)
- 이승주 - 올가 토마스(조이 벅)
- 전진아 - 색슨 부인(메릿 위버)